# Emanuel af Geijerstam
Emanuel af Geijerstam ([ɑːv ˈjɛ̂jːɛˌʂʈam]]
 ( lyssna)), född 10 oktober 1730 på Uddeholm i Norra Råda socken, död 24 september 1788 på Alkvetterns herrgård i Bjurtjärns socken (omkom vid ett svårt fall i Filipstad), var en svensk disponent, brukspatron och riksdagsledamot. Han var disponent för Uddeholmsbolaget och stamfar för adelsätten af Geijerstam. 

## Uppväxt
Emanuel af Geijerstam, ursprungligen av släkten Geijer, var son till brukspatron Bengt Gustaf Geijer den äldre (1682–1746) och Lovisa Sophia Tranæa (1696–1750), dotter till assessor Johan Gottschalksson Tranæus, samt bror till Bengt Gustaf, Johan Eberhard och Salomon Gottschalk Geijer. Han växte upp i nordöstra Värmland, i en familj med industritraditioner; undervisades i hemmet av en informator och skrevs in vid Uppsala universitet 1749. Han studerade i Falun och Avesta men också på andra platser.

## Karriär
af Geijerstam blev auskultant i bergskollegium 1750, därefter bruksägare och bergsråd samt chef för Uddeholms bolag 1753–1767 i Norra Råda, gjorde Gustav III sällskap sommaren 1772 på Loka brunn, blev tilldelad Vasaorden, och adlad av honom den 3 augusti 1773 med namnet af Geijerstam, "till Alkvättern och Lanfors".
af Geijerstam köpte Alkvetterns säteri 1768, och fick titlarna överdirektör och bergsråd 1779, deltog vid riksdagen 1778–1779 och företrädde där ridderskapet och adeln.

## Privatliv

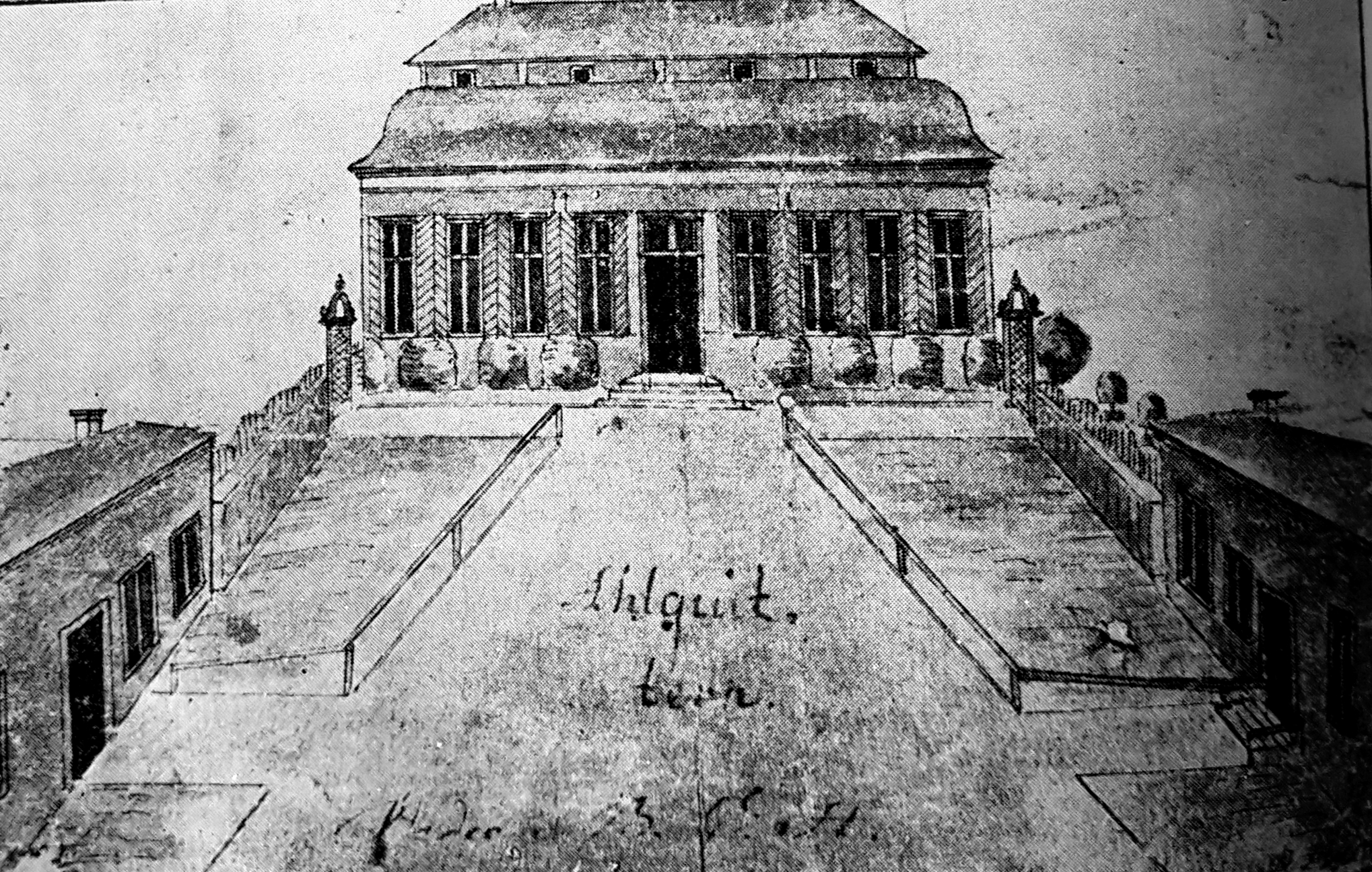
Alkvetterns herrgård som Emanuel af Geijerstam var ägare till.

Emanuel af Geijerstam gifte sig 1753 med Sara Helena Piscator (1734–1798), som tillhörde den värmländska prästsläkten Piscator och var dotter till prosten Bengt Piscator och Magdalena Norin. Han blev stamfader för ätten med namnet af Geijerstam men också för ätten von Geijer som utgår från hans sonson Carl Emanuel.
af Geijerstam omkom 1788 vid ett svårt fall i Filipstad, men var vid tiden för sitt frånfälle bosatt på Alkvetterns herrgård i Bjurtjärns socken, där han var brukspatron.